# Joseph Munggenast

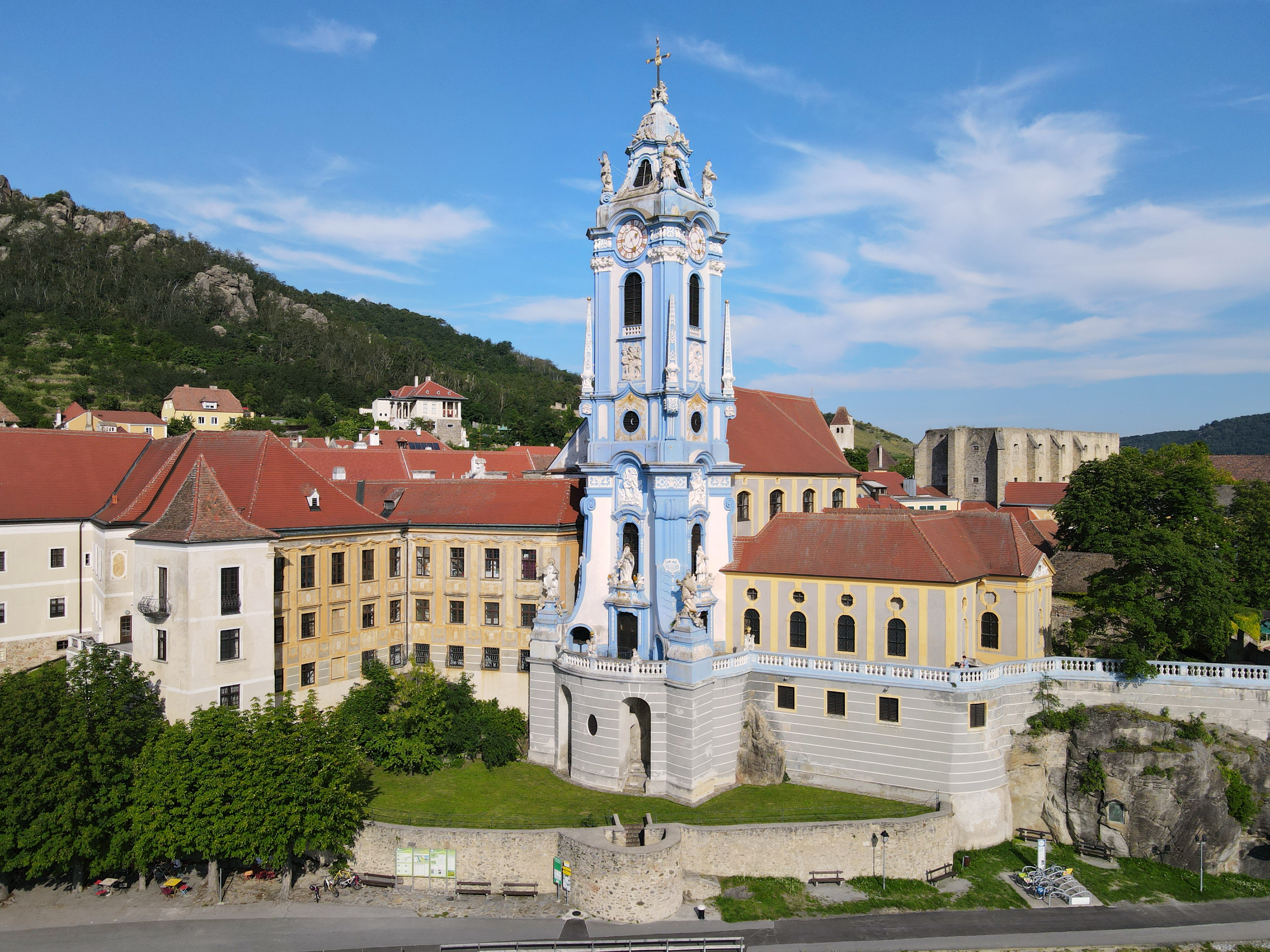
Stift Dürnstein in der Wachau mit dem markanten Turm

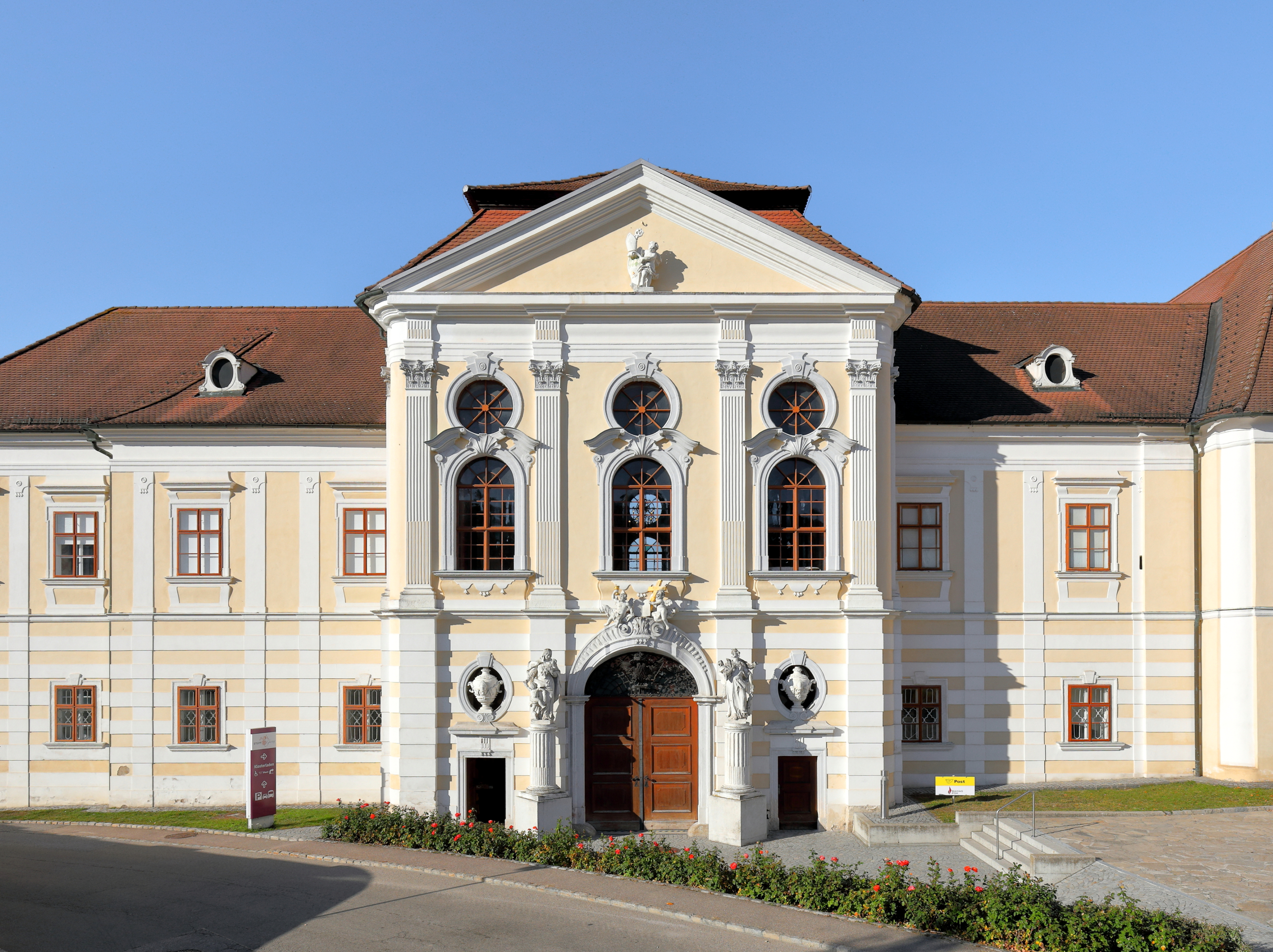
Hauptfassade mit Torpavillon des „Neugebäudes“ des Stiftes Geras, Um- und Ausbau (1736–1740)

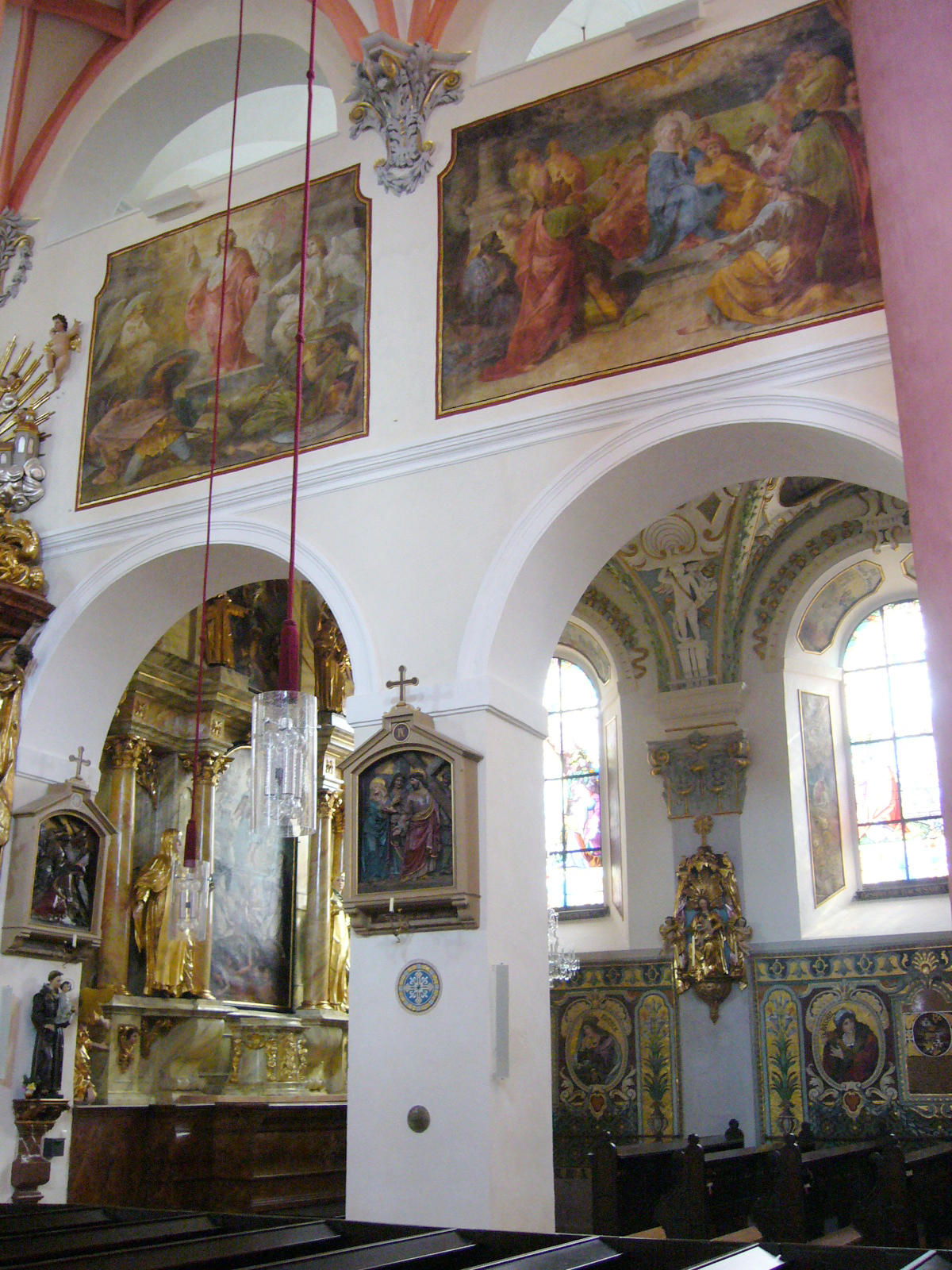
Marienkapelle in der Pfarrkirche Scheibbs

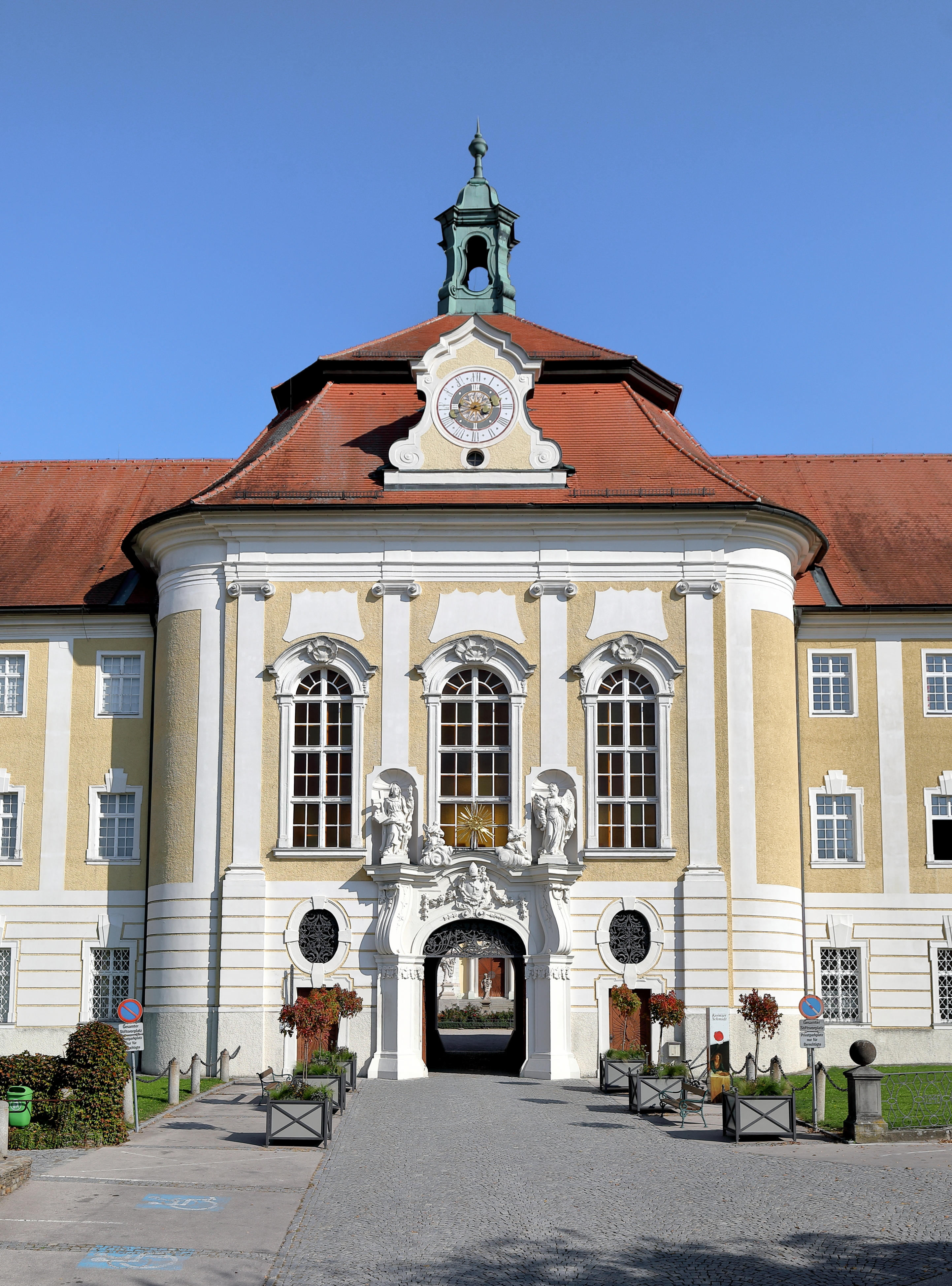
Stift Seitenstetten, Um- und Ausbau (1718–1747)

Joseph Munggenast (* 5. März 1680 in Schnann (Tirol); † 3. Mai 1741 in St. Pölten) war ein österreichischer Barockbaumeister.

## Leben
Munggenast war der Neffe von Jakob Prandtauer, der den Maurerjung förderte und von dem er zeitlebens stilistisch stark beeinflusst war. Munggenast wurde zunächst bei Bauhandwerkern in seiner Umgebung ausgebildet, zumal nach dem Sieg über die Türken in der Schlacht am Kahlenberg 1683 ein gewaltiger Bauboom einsetzte und daher entsprechender Bedarf an Baufachleuten und Maurerhandwerkern vorhanden war. Sein Mentor Prandtauer war es auch, der dem jungen Munggenast in Sankt Pölten, Dürnstein und Herzogenburg erste Arbeiten, wie Keller und Lesehöfe, anvertraute.
Bedeutenden Einfluss auf die Karriere des Joseph Munggenast hatte die Mitarbeit am Neubau des Stiftes Melk, insbesondere am Rohbau der 1702 durch Prandtauer begonnenen Stiftskirche. Dadurch lernte er vom organisatorischen und technischen Geschick seines Meisters und machte sich ebenso mit dessen künstlerischen Ausdrucksformen vertraut. So war es nur logisch, dass er nach dem Tod des Jakob Prandtauer dessen unvollendete Projekte, wie etwa der Nordflügel, die Bibliothek und die Altane des Stiftes Melk, die Basilika Sonntagberg und das Stift Herzogenburg weiterbaute und vollendete. Ab 1718 war Munggenast dann auch Stiftsbaumeister in Seitenstetten.
Neben Jakob Prandtauer übte in weiterer Folge auch der Architekt und Bildhauer Matthias Steinl einen bedeutenden künstlerischen Einfluss auf ihn aus. Munggenasts eigene Entwürfe für die Türme von Stift Zwettl und Stift Dürnstein konnten sich nicht durchsetzen, stattdessen wurden die raumgreifenden Entwürfe des Matthias Steinl genehmigt, wobei es wiederum Munggenast war, der diese Entwürfe dann auch verwirklichte. So war Munggenast in den Jahren von 1722 bis 1729 Stiftsbaumeister in Zwettl, und von 1729 bis 1733 in Dürnstein. Die Entwürfe Munggenasts für Herzogenburg, Seitenstetten und Geras sind zwar flächiger und dekorativer als jene des Matthias Steinl, haben jedoch mit den strengen Konzepten Prandtauers nur noch wenig zu tun. Munggenast entwickelte ein Formenrepertoire, das geschickt neue Bausubstanz in bestehende einzubringen verstand.
Nach seinem Tod wurde der Betrieb von seinen Söhnen Franz Munggenast und Matthias Munggenast weitergeführt.

## Werke (Auszug)
- Stift Seitenstetten, ab 1717
- Stift Dürnstein, ab 1718
- Pfarrkirche Scheibbs, Marienkapelle, ab 1726
- Stift Herzogenburg, ab 1727
- Pfarrkirche Pottenbrunn, 1729/1730, Umbau
- Stift Altenburg, ab 1730
- Stift Melk, 1731 (Altane)
- Stiftskirche Zwettl ab 1731
- Stift Herzogenburg, ab 1736
- Stift Geras, das sogenannte „Neugebäude“ (1736–1740)[2]
- Stift St. Pölten, ab 1739